# Resolució 2347 del Consell de Seguretat de les Nacions Unides
La Resolució 2347 del Consell de Seguretat de les Nacions Unides, elaborada per França i Itàlia, fou adoptada per unanimitat el 24 de març de 2017. El Consell va condemnar la destrucció i el contraban del patrimoni cultural per grups terroristes. La resolució va ser la continuació d'una conferència internacional sobre la protecció del patrimoni cultural organitzada al desembre de 2016 a Abu Dhabi per part de França i els Emirats Àrabs Units. Es va decidir crear un fons i refugis per protegir el patrimoni cultural, dos punts que havien estat assumits en aquesta resolució.
Aquesta va ser la primera resolució del Consell de Seguretat dedicada íntegrament a la protecció del patrimoni cultural.

## Observacions
La directora general de la UNESCO, Irina Bokova, va dir que la destrucció del patrimoni cultural era un crim de guerra i una tàctica. Els extremistes saben que són antics símbols d'unitat i diàleg entre cultures i, per tant, volen destruir aquest patrimoni. Per això, era important defensar el patrimoni. Altres participants en el debat també van considerar la protecció del patrimoni com un factor decisiu per restaurar la pau i resoldre els conflictes.
Uns cinquanta països van treballar juntament amb la seva organització, van reforçar la seva legislació i van compartir informació per desmantellar les rutes de contraban. A més, hem treballat amb la UNODC, Interpol, els serveis de duanes, el sector privat i els museus per protegir el patrimoni cultural. La resolució 2199 (2015), que prohibia el comerç del patrimoni cultural d'Iraq i Síria, va produir ràpidament resultats.

## Contingut
La Conferència General de la UNESCO va adoptar una "estratègia per enfortir les accions de la UNESCO per protegir la cultura i promoure el pluralisme cultural en cas de conflicte armat". Al desembre, l'organització va crear un fons d'emergència per protegir el patrimoni a les zones de guerra. Es va demanar als països que hi contribuïssin.
La destrucció i el saqueig del patrimoni cultural pels grups terroristes en particular, que intentaven negar a la gent el seu origen i diversitat i guanyar diners, podrien conduir a conflictes i evitar la reconciliació més tard. El Consell de Seguretat va condemnar la destrucció i el contraban del patrimoni cultural per part de grups terroristes durant els conflictes armats i va confirmar que aquests fets es podrien classificar com a crims de guerra.
Es va recordar la Resolució 1373 (2001) que havia indicat als països que restringissin el finançament del terrorisme. Era de gran importància la cooperació contra la delinqüència organitzada que organitzava el contraban del patrimoni cultural. En aquest context, es va demanar als països que realitzessin un inventari del seu propi patrimoni cultural, que regulessin correctament les importacions i exportacions, per reunir informació sobre el patrimoni cultural robat i per establir una xarxa de refugis on es pogués detectar el patrimoni en perill d'extinció.
Recentment, la Cort Penal Internacional va condemnar per primer cop a algú per crims de guerra perquè deliberadament va destruir edificis religiosos i monuments històrics. Va ser Ahmad Al Faqi Al Mahdi, que havia destruït monuments a Timbuktu durant la guerra civil a Mali. Per això, se li havia donat nou anys de presó.